# История почты и почтовых марок Французской Гвианы
История почты и почтовых марок Французской Гвианы описывает развитие почтовой связи во Французской Гвиане, бывшей французской колонии (до 1946), ныне крупнейшем заморском регионе и одновременно заморском департаменте Франции (с 1946), расположенном на северо-востоке Южной Америки, с административным центром в городе Кайенна.
Собственные почтовые марки Французской Гвианы выпускались с 1886 года до 1947 года, после этого в этом заморском департаменте в обращении находятся почтовые марки Франции.

## Выпуски почтовых марок

### Первые марки
Первые почтовые марки Французской Гвианы были выпущены в 1886 году. Это были почтовые марки универсальных выпусков Франции с надпечаткой названия колонии и нового номинала (1886—1888). Они оставались в обращении до 1892 года.

### Последующие выпуски
С 1892 года эмитировались французские почтовые марки колониального типа с названием колонии. На таких марках были надпечатки: фр. «Guy. Franç» («Французская Гвиана»); «Guyane» («Гвиана»).
Почтовые марки Французской Гвианы выпускались до 1947 года, когда в связи с обретением колонией статуса заморского департамента Франции почтовые марки колониальных выпусков были изъяты из обращения и на смену им пришли почтовые марки Франции.
На оригинальных марках колонии можно встретить надписи: фр. «République Française. Colonies. Postes» («Французская Республика. Колонии. Почта»), «Guyane» («Гвиана»), «Guyane Française» («Французская Гвиана»), «Postes» («Почта»), «RF» («Французская Республика»).
Всего с 1886 года по 1947 год было издано 254 почтовые марки.

### Памятные марки
Первые памятные марки Французской Гвианы вышли в 1931 году.
В 1937 году был выпущен первый и единственный почтовый блок.

## Другие виды почтовых марок

### Авиапочтовые
В 1933 году были эмитированы авиапочтовые марки Французской Гвианы.

### Доплатные
Для Французской Гвианы выпускались доплатные марки. Надписи на таких марках соответствовали их почтовому предназначению «A percevoir» («Доплатить»). За период с 1886 года по 1947 год всего была выпущена 31 доплатная марка.

## Инини

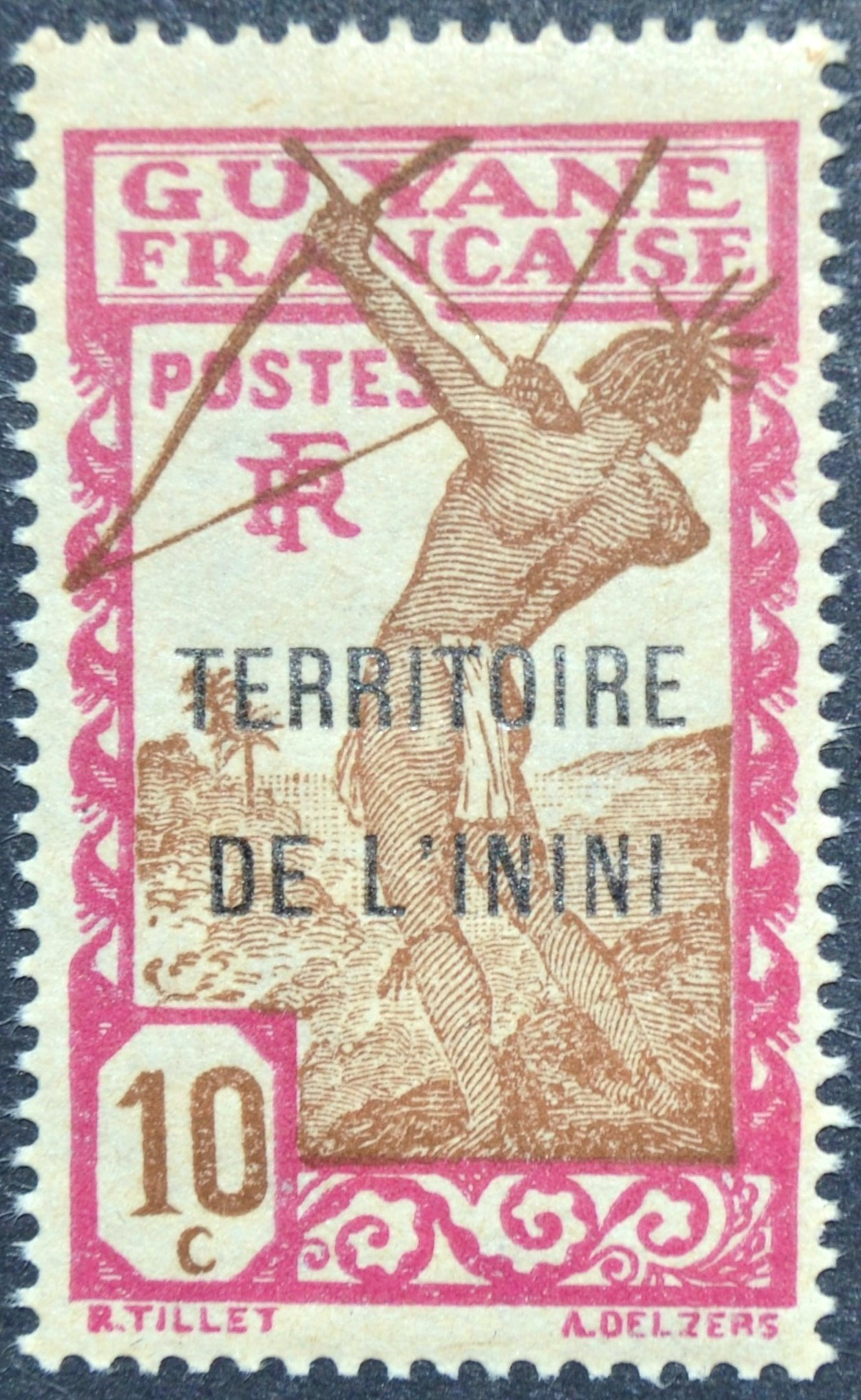
Почтовая марка Французской Гвианы с надпечаткой для территории Инини

Инини, в 1930—1946 годах французская колониальная территория с самостоятельной администрацией и с административным центром в городе Сент-Элис, выпускала собственные почтовые марки с 1932 года по 1939 год. На почтовых марках Французской Гвианы делалась надпечатка: «Territoire de l’Inini» («Территория Инини»). Надписи на оригинальных марках: «Inini» («Инини»), «Poste aérienne» («Авиапочта»).
В 1946 году территория Инини вошла в состав заморского департамента Французской Гвианы. С 1947 года в обращении почтовые марки Франции.
Всего в период с 1932 года по 1944 год были эмитированы 61 почтовая марка, 9 доплатных марок и один почтовый блок.